# Górzno (gmina w województwie mazowieckim)
Górzno (hist. gminy Unin i Ruda Talubska) – gmina wiejska w województwie mazowieckim, w powiecie garwolińskim. W latach 1975–1998 gmina położona była w województwie siedleckim.
Siedziba gminy to Górzno.
Według danych z 30 czerwca 2004 gminę zamieszkiwały 6153 osoby.

## Struktura powierzchni
Według danych z roku 2002 gmina Górzno ma obszar 90,84 km², w tym:
- użytki rolne: 69%
- użytki leśne: 27%

Gmina stanowi 7,07% powierzchni powiatu.

## Demografia

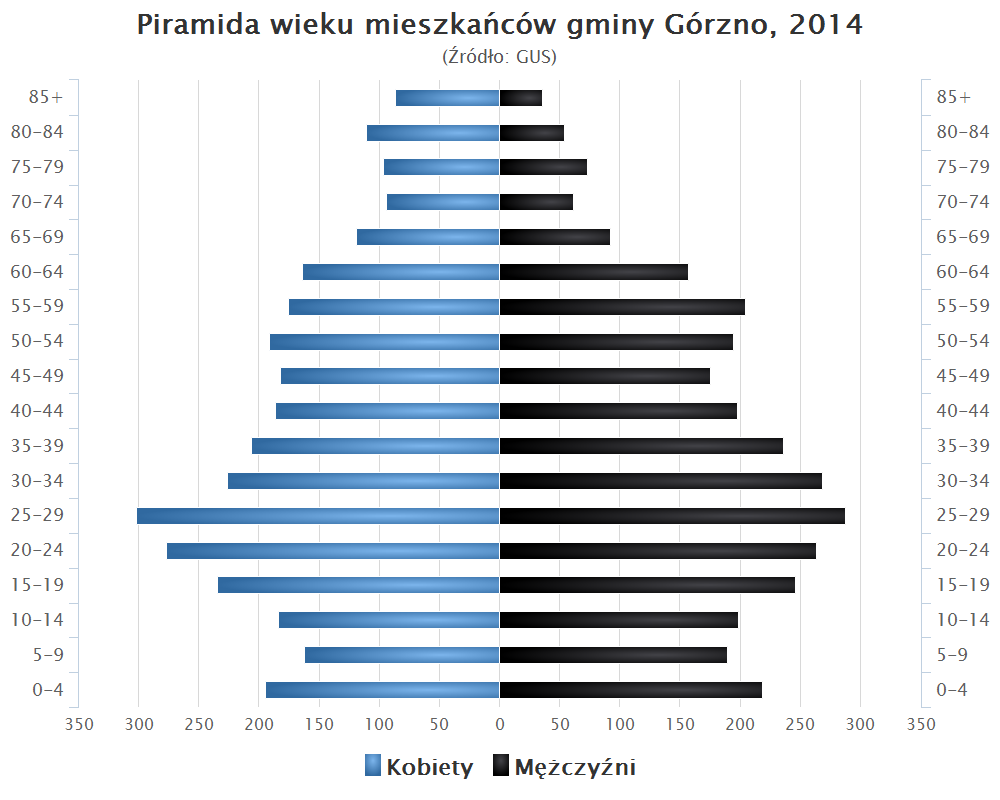
Piramida wieku mieszkańców gminy Górzno w 2014 roku

Dane z 30 czerwca 2004:
| Opis                              | Ogółem | Ogółem | Kobiety | Kobiety | Mężczyźni | Mężczyźni |
| --------------------------------- | ------ | ------ | ------- | ------- | --------- | --------- |
| jednostka                         | osób   | %      | osób    | %       | osób      | %         |
| populacja                         | 6153   | 100    | 3086    | 50,2    | 3067      | 49,8      |
| gęstość zaludnienia (mieszk./km²) | 67,7   | 67,7   | 34      | 34      | 33,8      | 33,8      |

## Sołectwa
Chęciny, Gąsów, Goździk, Górzno, Górzno-Kolonia, Józefów, Kobyla Wola, Łąki, Mierżączka, Piaski, Potaszniki, Reducin, Samorządki, Samorządki-Kolonia, Unin, Wólka Ostrożeńska.

## Miejscowości bez statusu sołectwa
Antonin.

## Sąsiednie gminy
Borowie, Garwolin, Garwolin, Łaskarzew, Miastków Kościelny, Sobolew, Żelechów